# Герцль, Теодор

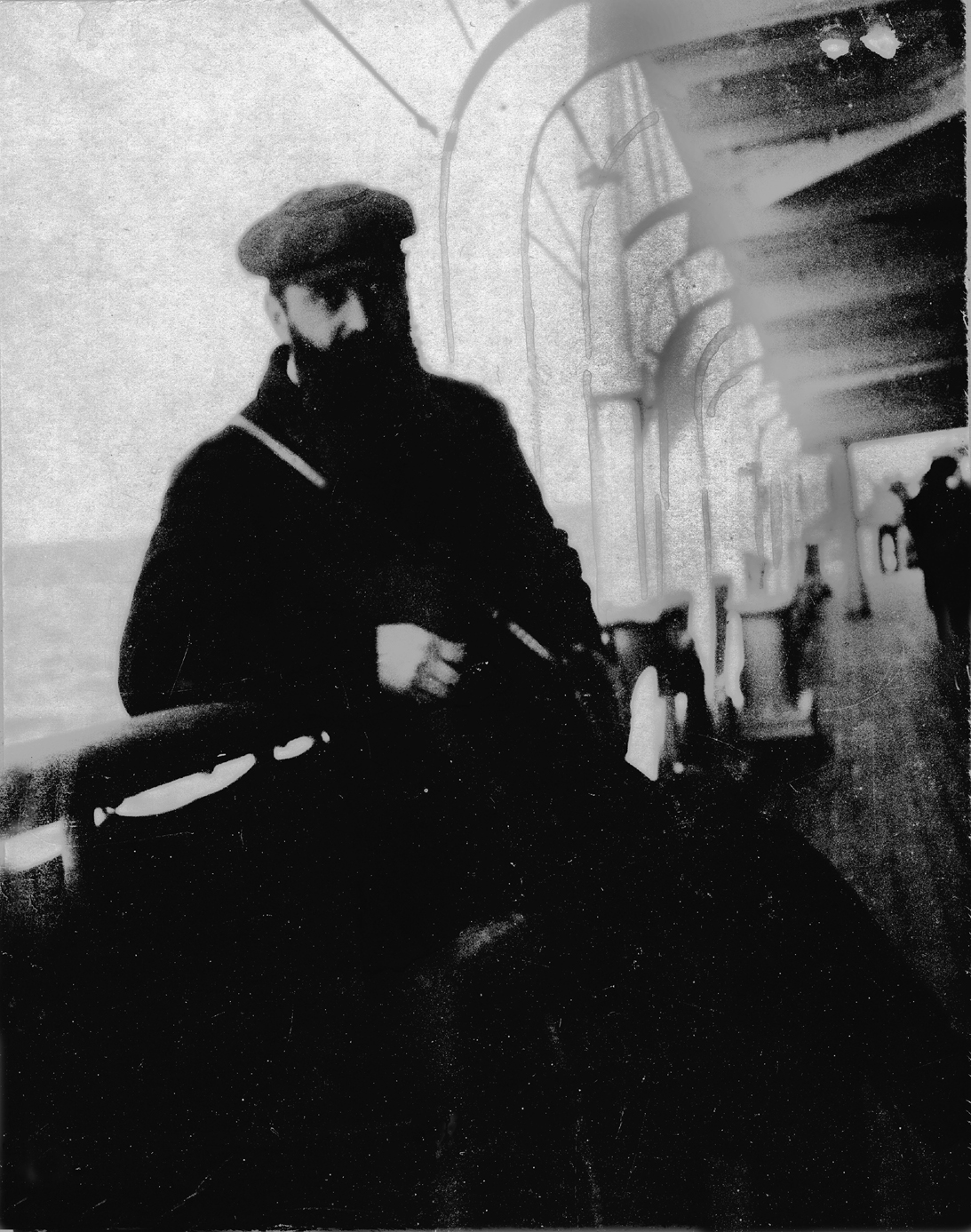
Теодор Герцль на пути в Палестину

Теодор Герцль (нем. Theodor Herzl, венг. Herzl Tivadar; ивр. בנימין זאב הרצל‎, Биньямин Зеэв Герцль; 2 мая 1860[…], Пешт, Королевская Венгрия, Австрийская империя — 3 июля 1904[…], Райхенау-ан-дер-Ракс, Нойнкирхен, перезахоронен в Иерусалиме) — австро-венгерский еврейский общественный и политический деятель, основатель Всемирной сионистской организации, провозвестник еврейского государства и основоположник идеологии политического сионизма. Доктор юриспруденции, журналист, писатель.
Именем Теодора Герцля назван город Герцлия в Израиле, множество улиц и площадей в Израиле, США, других странах.

## Биография
Рос в Будапеште в ассимилированной семье, не чуждой, однако, еврейским традициям. Мать, Жанетт Герцль (урожд. Диамант), приобщала сына к немецкой культуре и языку. С детства Теодор Герцль имел склонность к литературе, писал стихи. Будучи в евангелической гимназии, публиковал рецензии на книги и спектакли в одной из будапештских газет. Оскорблённый антисемитскими объяснениями учителя, который заявлял, что иудеи тоже язычники, Герцль оставил реальную гимназию.
В 1878 году семья переехала из Будапешта в Вену, где Герцль поступил на юридический факультет Венского университета. К этому времени он владел, помимо немецкого языка, также французским, итальянским, английским, венгерским, латынью и греческим. В студенческие годы Герцль мало интересовался еврейским вопросом, тем не менее, на него тяжёлое впечатление произвела антисемитская книга Е. Дюринга «О еврейском вопросе» (1881). В 1881 году он стал членом немецкого студенческого общества «Альбия» (Albia), но уже в 1883 году покинул его в знак протеста против антисемитских высказываний его членов.
В 1884 году Герцль получил степень доктора юридических наук и некоторое время проработал в судах Вены и Зальцбурга. В своих автобиографических заметках (1898) он писал: «Будучи евреем, я бы никогда не смог занять пост судьи. Поэтому я расстался одновременно и с Зальцбургом, и с юриспруденцией».
С 1885 года Герцль посвятил себя всецело литературной деятельности. Он написал ряд пьес, фельетонов и философских рассказов. Некоторые его пьесы имели настолько громкий успех на сценах австрийских театров, что в своё время Герцль считался одним из ведущих австрийских драматургов.
Пьесы Теодора Герцля шли на сценах Вены, Берлина, Праги и других театральных столиц Европы.
В 1889 году Герцль женился на Юлии Нашауэр (Julie Naschauer) (1868—1907). Их супружеская жизнь, однако, не сложилась, поскольку жена не понимала и не разделяла взглядов Герцля.
С октября 1891 по июль 1895 года Герцль работал корреспондентом влиятельной либеральной венской газеты «Neue Freie Presse» в Париже. В ней он публиковал, помимо прочего, заметки о парламентской жизни во Франции. Свои взгляды на политику Герцль изложил в небольшой книге «Бурбонский дворец» (здание, где находилась французская палата депутатов). В политических кругах Парижа Герцль неоднократно слышал антисемитские речи и высказывания. Его взгляды на решение еврейского вопроса постепенно менялись, что заметно уже в его пьесе «Гетто» (1894), переименованной затем в «Новое гетто».
Крутой поворот во взглядах и в жизни Герцля произошёл в 1894 году под влиянием дела Дрейфуса. Крики «Смерть евреям!», раздававшиеся на парижских улицах, окончательно убедили его в том, что единственным решением еврейского вопроса является создание независимого еврейского государства.
В июне 1895 году Герцль обратился за поддержкой к барону Морису де Гиршу. Однако встреча не принесла результатов. В те дни Герцль начал писать дневник и делать первые наброски к книге «Еврейское государство». В своём дневнике Герцль писал: «Идеи в душе моей гнались одна за другой. Целой человеческой жизни не хватит, чтобы всё это осуществить…»
Свою программу Герцль изложил в книге, которую назвал «Еврейское государство. Опыт современного решения еврейского вопроса» (Der Judenstaat), которая была опубликована в Вене 14 февраля 1896 года. В том же году были опубликованы её переводы с немецкого на иврит, английский, французский, русский и румынский языки. В своей книге Герцль подчёркивает, что еврейский вопрос следует решать не эмиграцией из одной страны диаспоры в другую или ассимиляцией, а созданием независимого еврейского государства. Политическое решение еврейского вопроса, по его мнению, должно быть согласовано с великими державами. Массовое переселение евреев в еврейское государство будет проводиться в соответствии с хартией, открыто признающей их право на поселение, и международными гарантиями. Это будет организованный исход еврейских масс Европы в самостоятельное еврейское государство. Герцль полагал, что образование подобного государства должно осуществляться по заранее продуманному плану. Еврейское государство должно быть проникнуто духом общественного прогресса (например, установление семичасового рабочего дня), свободы (каждый может исповедовать свою веру или оставаться неверующим) и равноправия (другие национальности имеют равные с евреями права). Для реализации этого плана Герцль считал необходимым создать два органа — политический и экономический: «Еврейское общество» в качестве официального представительства еврейского народа и «Еврейскую компанию» для руководства финансами и конкретным строительством. Необходимые средства предполагалось получить при содействии еврейских банкиров, и только в случае их отказа должен был последовать призыв к широким еврейским массам.
15 июня 1896 года Герцль прибыл в Стамбул, где пытался встретиться с султаном Абдул-Хамидом II, чтобы напрямую представить ему своё предложение о создании еврейского государства. Ему не удалось добиться аудиенции, но он посетил ряд высокопоставленных лиц, в том числе великого визиря, который принял его как журналиста газеты Neue Freie Presse. Герцль изложил великому визирю своё предложение: евреи выплатят турецкий внешний долг и помогут Турции восстановить финансовое положение в обмен на Палестину. Перед отъездом из Стамбула 29 июня 1896 года Герцлю был вручён орден Меджидие 5 степени, что стало для Герцля и всего еврейства подтверждением серьёзности переговоров.

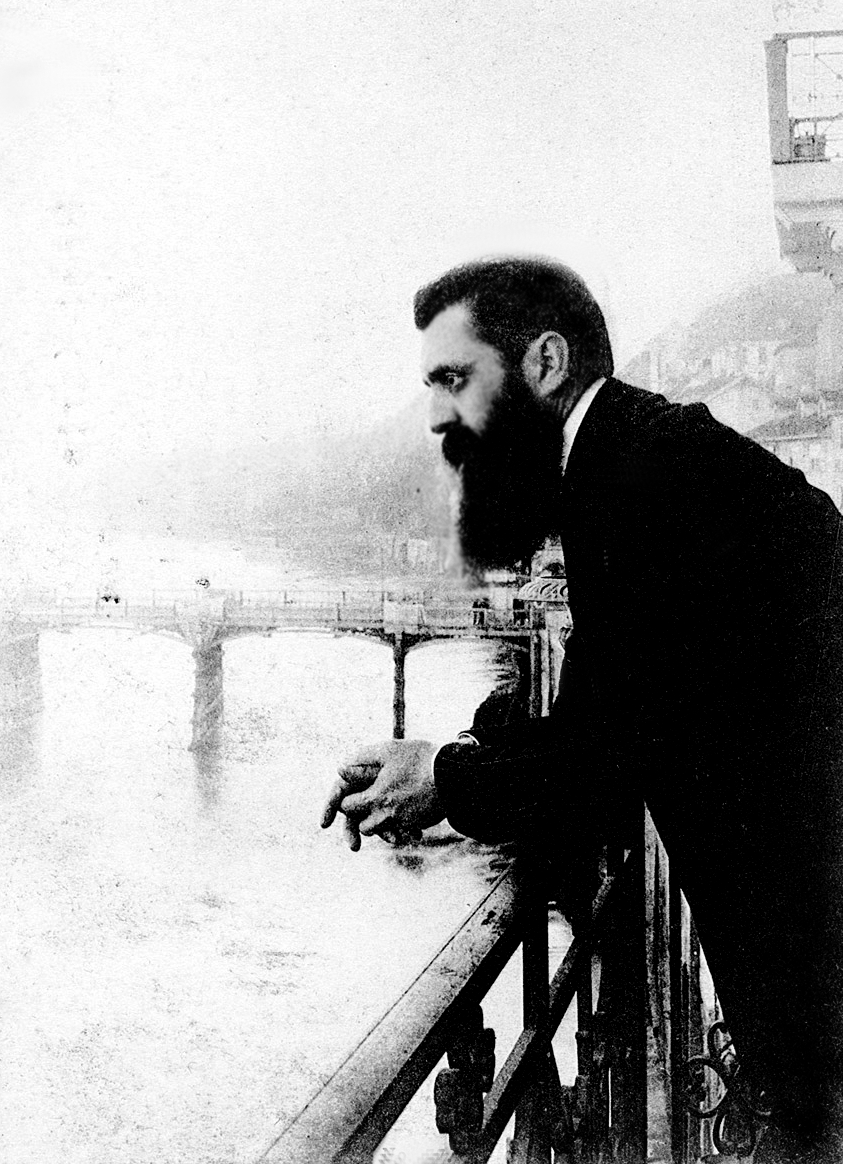
Теодор Герцль в 1901 году на балконе отеля «Les Trois Rois» (Базель) во время очередного Сионистского конгресса. Фотография Эфраима Моше Лилиена

Вместе с Оскаром Мармореком и Максом Нордау Герцль организовал Всемирный сионистский конгресс (26 по 29 августа 1897 года) в Базеле и был избран президентом «Всемирной сионистской организации».
Принятая там Базельская программа была основой для многочисленных переговоров (в том числе с германским императором Вильгельмом II и турецким султаном Абдул-Хамидом II) с целью создать «жилище для еврейского народа» в Палестине. Хотя старания Герцля тогда не увенчались успехом, его работа создала предпосылки для создания государства Израиль (в 1948 году). В 1897 году Герцль опубликовал пьесу «Новое гетто» и создал в Вене Die Welt, ежемесячник сионистского движения.
В 1899 году Герцль создал «Еврейское колонизационное общество» с целью закупки земли в Палестине, которая тогда была частью Османской империи. Великобритания предложила Герцлю как представителю Всемирной сионистской организации землю в Британской Восточной Африке (часть территории современной Кении под названием Уганда; не путать с современным государством Уганда) для организации там еврейского государства (так называемый план Уганды). Герцль сам готов был принять данное предложение, но этому воспротивились другие активисты движения в том числе весьма близкие к Герцлю. Угандийские планы провалились из-за того, что большинство сионистов рассматривали как возможную территорию для еврейского государства только Палестину; кроме того, представители конгресса сочли предложенную британским министром колоний Джозефом Чемберленом территорию непригодной для поселения.

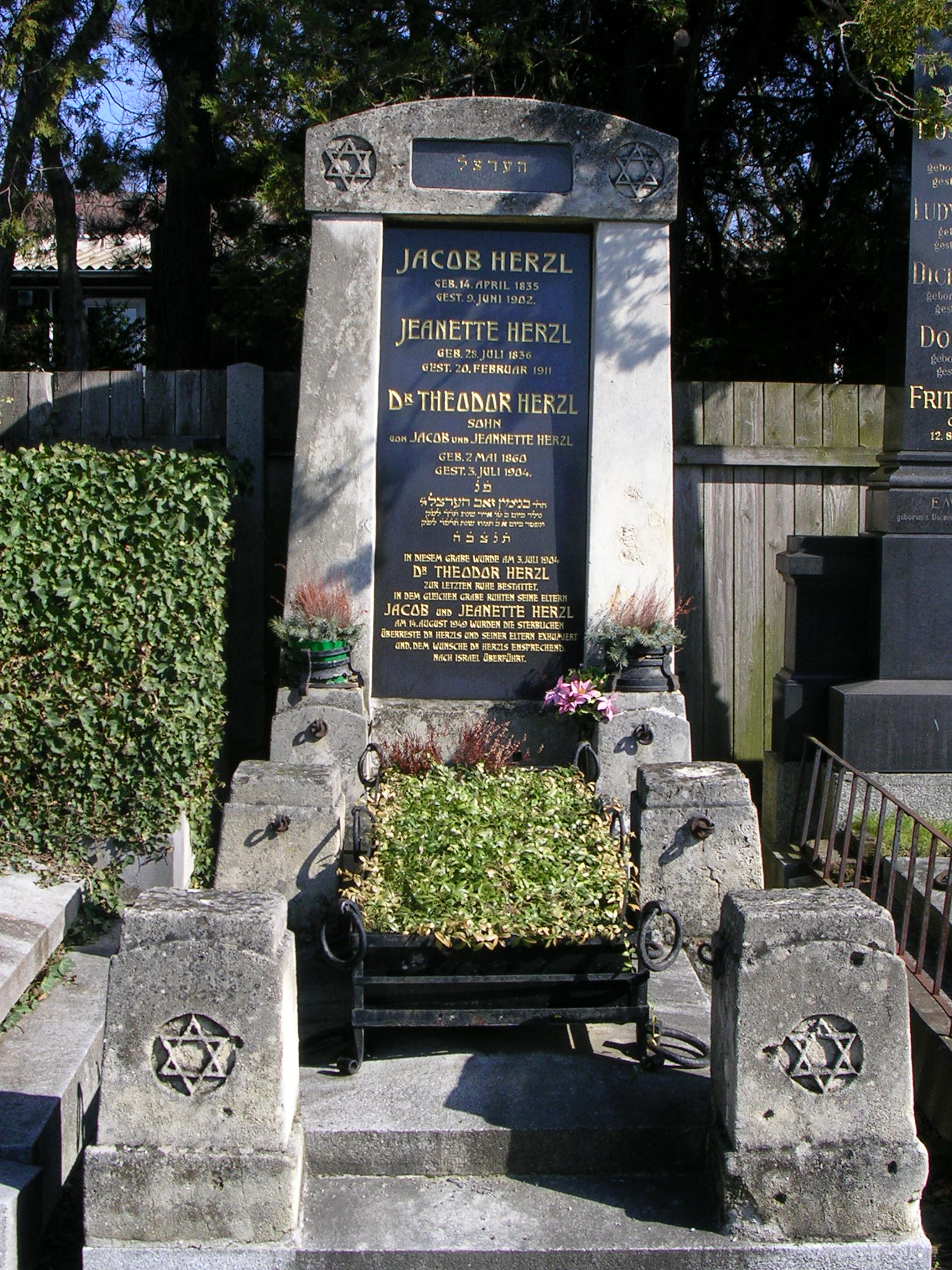
Могила Теодора Герцля

В 1900 году Герцль опубликовал «Философские рассказы». В своём утопическом романе на немецком языке «Альтнойланд» («Старая новая земля», 1902, позже Нахумом Соколовым он был переведён на иврит), Герцль создал идеалистическую картину будущего еврейского государства. Здесь он сформулировал эскиз политического и общественного строя еврейского государства в Палестине. Герцль не предвидел арабско-еврейских конфликтов и стоял на точке зрения, согласно которой живущие в Палестине арабы будут радостно приветствовать новых еврейских поселенцев. В переводе на иврит роман назывался Тель-Авив (то есть «весенний холм», название библейского поселения)
Ожесточённые схватки с оппонентами, в дополнение к напряжённой борьбе за дело сионизма, привели к обострению болезни сердца, которой страдал Герцль. Его болезнь осложнилась воспалением лёгких. Своему другу, приехавшему навестить его, Герцль сказал: «Почему мы дурачим себя?.. Колокол звонит по мне. Я не трус и могу спокойно встретить смерть, тем более что я не потерял попусту последние годы своей жизни. Я думаю, что неплохо послужил своему народу». Это были его последние слова. Когда Герцль умирал, он призвал своих сторонников не забывать о вкладе Вильяма Хеклера в дело сионизма. Вскоре его состояние ухудшилось, и 3 июля 1904 года Герцль скончался.
В завещании Герцль просил похоронить его в Вене рядом с отцом, пока еврейский народ не перенесёт его останки в Землю Израиля. Останки Герцля были доставлены из Австрии в Иерусалим 14 августа 1949 года, вскоре после создания Государства Израиль. Ныне прах провозвестника еврейского государства покоится на горе Герцля в Иерусалиме, а недалеко от его могилы построен музей Герцля. День смерти Герцля по еврейскому календарю 20-й день месяца таммуз отмечают в Израиле как национальный день его памяти.
После его смерти В. Жаботинский писал: «И днём конца был день его расцвета, и грянул гром, и песня не допета — но за него мы песню допоём!»
Судьба детей Герцля была трагична. Старшая дочь Паулина (1890—1930) погибла от передозировки[чего?] (что рассматривали как самоубийство), сын Ханс (1891—1930), который в 1906 году принял христианство, после смерти сестры застрелился на её могиле в Бордо (Франция). Младшая дочь Маргарет (известная как Труде; 1893—1943) умерла в нацистском концлагере Терезин. Сын Маргарет, Норман, служил в британской армии, после войны активно интересовался идеями сионизма, однако в 1946 году покончил с собой во время поездки в Нью-Йорк, испытывая депрессию из-за личных обстоятельств, а также узнав о гибели родителей. Таким образом, у Герцля не осталось потомков.
Государство Израиль было провозглашено в мае 1948 года, лишь немногим позже той даты, которую предсказал Герцль после 1-го Сионистского конгресса.

## Галерея

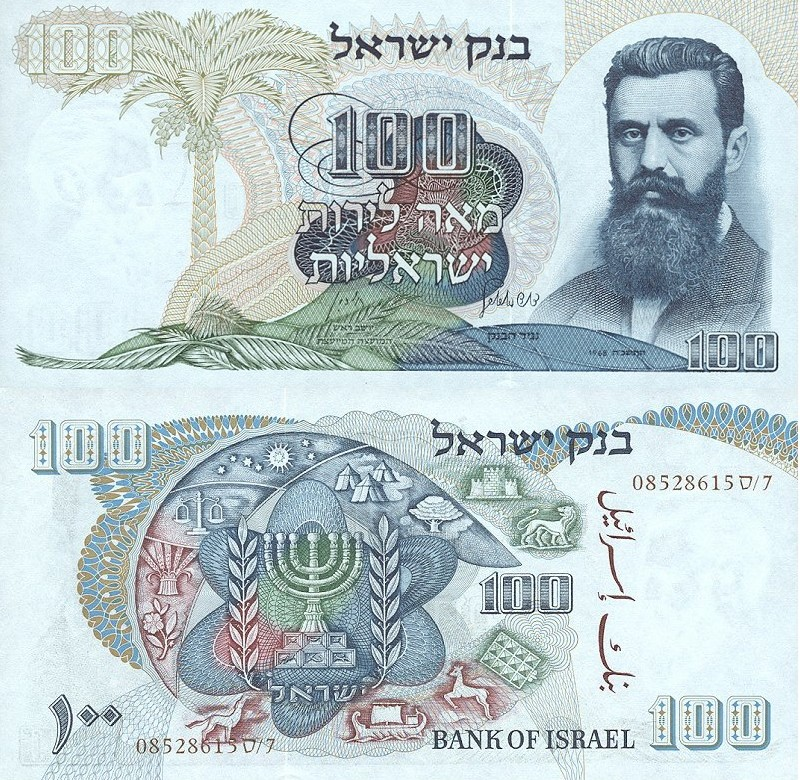
Банкнота достоинством 100 лир 1968 года выпуска, посвящённая Теодору Герцлю
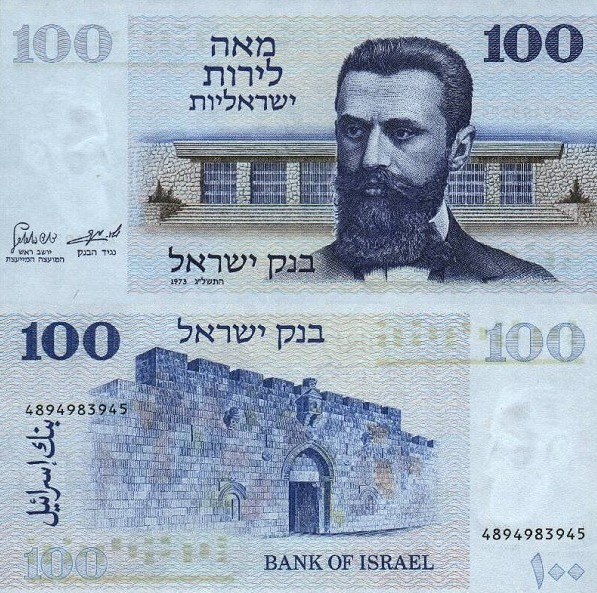
Банкнота достоинством 100 лир 1973 года выпуска, посвящённая Теодору Герцлю
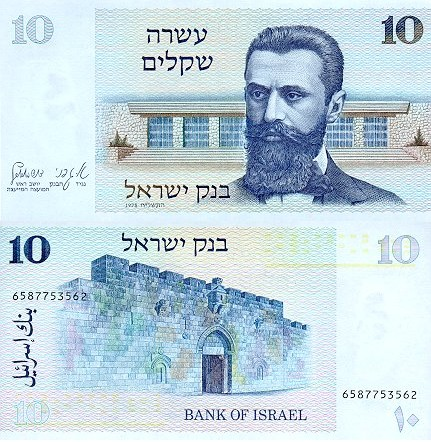
Банкнота достоинством 10 шекелей 1980 года выпуска, посвящённая Теодору Герцлю
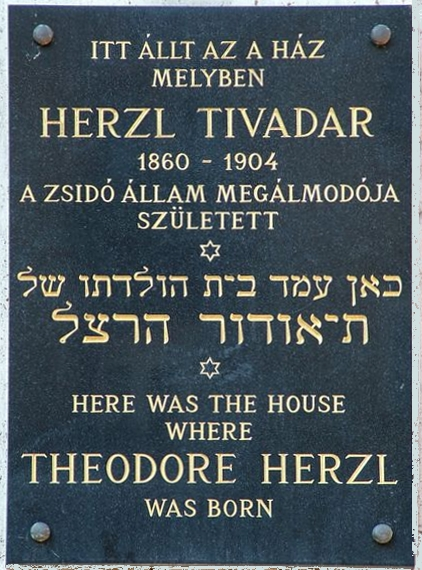
Мемориальная доска в Будапеште